# Ахмат (село)
Ахмат (рос. Ахмат) — село на Жовтому Клині, у Краснокутському районі Саратовської області Російської Федерації. Передмістя Красного Кута, розташоване за 1 км від райцентру на правому березі річки Єруслан.
Населення становить близько 1,2 тисяч осіб.

## Відомі люди
Уродженці
- Лідія Чащина (* 1942) — радянська українська акторка.

| Росія | Це незавершена стаття з географії Росії. Ви можете допомогти проєкту, виправивши або дописавши її. |